# Daours
Daours – miejscowość i gmina we Francji, w regionie Hauts-de-France, w departamencie Somma.
Według danych na rok 1990 gminę zamieszkiwało 789 osób, a gęstość zaludnienia wynosiła 91 osób/km² (wśród 2293 gmin Pikardii Daours plasuje się na 362. miejscu pod względem liczby ludności, natomiast pod względem powierzchni na miejscu 556.).